# 9-ball

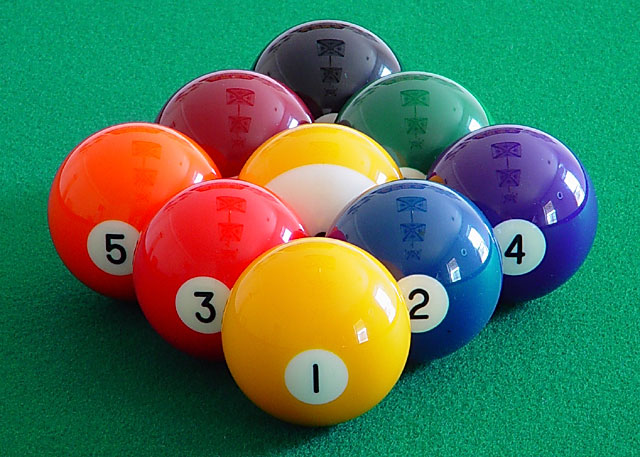
Begin-rack 9-ball

9-ball is een vorm van poolbiljart voor twee spelers die wordt gespeeld met 10 ballen: 1 speelbal (de witte), en 9 gekleurde ballen, met de nummers 1 tot en met 9.

## Spelregels

### Doel van het spel
Men moet altijd de laagst genummerde bal op tafel raken. De speler hoeft geen pocket te nomineren. Als men de 9-ball correct pot heeft men gewonnen.

### Opzetten van de ballen
De ballen worden opgezet in een ruitvorm waarbij de 1 als eerste bal op de stip komt. De 9-ball komt in het midden. De andere ballen komen willekeurig hieromheen.

### De breakstoot
De beginnende speler speelt de witte bal vanachter de lijn. Het is een correcte break als de 1-ball als eerste geraakt wordt en er ten minste vier ballen een band raken of er een of meerdere ballen worden gepot. Als na de break een van de objectballen wordt gepot blijft men aan de beurt. Men moet weer de laagst  genummerde bal als eerste raken.

### Na de break
De speler die aan stoot is na een geldige break mag of doorspelen of een push-out spelen. Bij een push hoeft de speelbal geen objectbal of band te raken. Hij moet wel vooraf melden dat hij een push-out speelt. Na een push-out moet de tegenstander spelen vanuit de positie die de ballen dan hebben. Hij mag ook de beurt teruggeven aan de speler die de push-out gespeeld heeft.
Combinatiestoten zijn toegestaan bij 9-ball. Men mag dus met de laagst genummerde bal een andere bal (ook de 9-ball) wegspelen.

### Fouten
Indien een speler een fout maakt, krijgt de tegenstander "ball in hand". Hij mag de speelbal overal op tafel leggen waar hij wil.
Het is een fout als men: een bal van tafel speelt, een verkeerde bal als eerste raakt, men na balcontact geen band raakt (geldt niet als er een bal gepot wordt), bij de break-off dienen 4 ballen band hebben geraakt of een bal pot, ballen aanraakt met kleding of op enig andere manier beweegt zonder een geldige stoot te maken. Ballen die van tafel gespeeld zijn, blijven van tafel.
Als men drie opeenvolgende fouten maakt heeft men het frame verloren. De tegenstander moet de speler wel verwittigen dat men een tweede opeenvolgende fout gemaakt heeft door dit duidelijk te melden. Zo niet telt deze regel niet en wordt verder gespeeld.
- Dit zijn de onofficiële spelregels, per streek komt het voor dat er met afwijkende regels gespeeld wordt.

## Internationale toernooien
- International Challenge of Champions
- US Open Nine-ball Championship
- Wereldkampioenschap 9-ball
- World Pool Masters Tournament
- Mosconi Cup
- Premier League Pool